# Taidu
Taidu (Ta'idu dans les sources assyriennes) était l'une des capitales de l'empire du Mitanni. 

## Emplacement
Son emplacement exact demeure inconnu, bien qu'on suppose qu'elle se situe dans la région du Khabur. Le site de Tall Al-Hamidiya a été proposé comme emplacement de l'ancienne Taidu, après ceux de Tell Farfara et du site anatolien d'Üçtepe Höyük,. Il a également été suggéré que deux sites nommés Ta'idu existaient dans la région.

## Histoire
Lors de la chute de l'empire Mitanni, le conquérant assyrien Adad-Nirari (1307-1275 av. J.-C. ou 1295-1263 av. J.-C.) massacra les habitants. Il sema le sel dans les terres. Il rapporte plus tard avoir restauré la capitale, Taidu.

## Lectures complémentaires
- (de) Karlheinz Kessler (de), « Neue Tontafelfunde aus dem mitannizeitlichen Taidu : Ein Vorbericht », dans Dominik Bonatz (de), The Archaeology of Political Spaces: The Upper Mesopotamian Piedmont in the Second Millennium BCE [« Nouvelles découvertes de tablettes d'argile provenant de Taidu à l'époque du Mitanni : Un rapport préliminaire »], Berlin/Boston, De Gruyter, 2014, 236 p. (ISBN 978-3-11-026595-8), p. 35-42